# 恵美須東
恵美須東（えびすひがし）は、大阪府大阪市浪速区の町名。現行行政地名は恵美須東一丁目から恵美須東三丁目。

## 地理

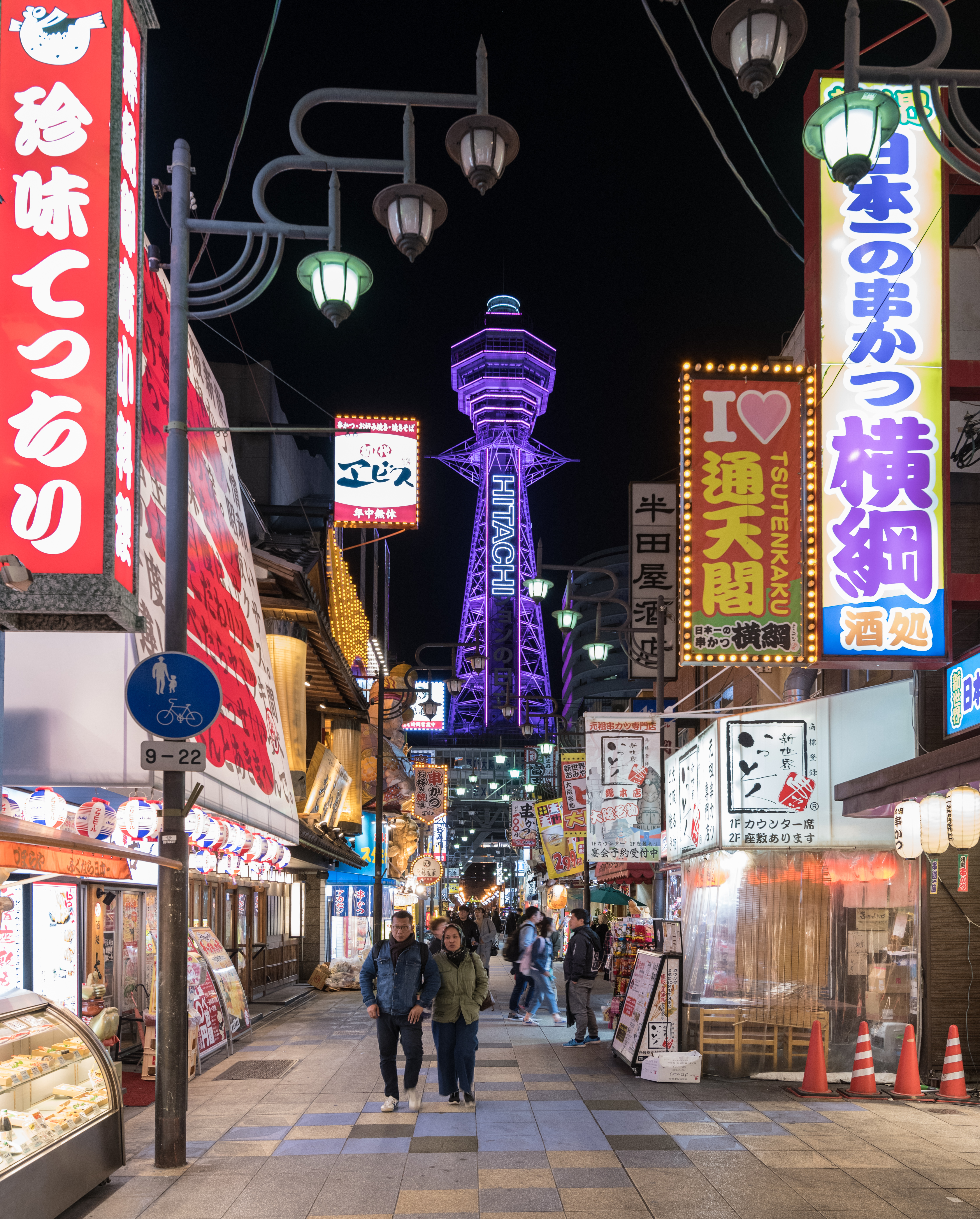
串カツ屋などが並ぶ新世界の一角（恵比須東二丁目）

大阪市浪速区の南東端に位置。東は阪神高速14号松原線を挟んで天王寺区茶臼山町、南は関西本線を挟んで西成区山王および太子、西は堺筋を挟んで恵美須西、北は国道25号を挟んで日本橋および日本橋東にそれぞれ接する。
地内は新世界と呼ばれる大阪屈指の繁華街を形成しており、中央やや北寄りに通天閣が建ち、南東部にジャンジャン横丁がある。また、かつては釜ヶ崎の一部として含まれていた。

## 歴史
1980年（昭和55年）実施の町名で、旧町名の恵美須町1丁目、霞町におおむね該当する。

### 地名の由来
恵美須西に鎮座する今宮戎神社に由来する。

## 世帯数と人口
2019年（平成31年）3月31日現在の世帯数と人口は以下の通りである。
| 丁目           | 世帯数    | 人口    |
| -------------- | --------- | ------- |
| 恵美須東一丁目 | 658世帯   | 890人   |
| 恵美須東二丁目 | 641世帯   | 753人   |
| 恵美須東三丁目 | 211世帯   | 275人   |
| 計             | 1,510世帯 | 1,918人 |

### 人口の変遷
国勢調査による人口の推移。
| 1995年（平成7年）  | 2,401人 | [ 5 ] |  |
| 2000年（平成12年） | 2,162人 | [ 6 ] |  |
| 2005年（平成17年） | 2,131人 | [ 7 ] |  |
| 2010年（平成22年） | 2,042人 | [ 8 ] |  |
| 2015年（平成27年） | 1,937人 | [ 9 ] |  |

### 世帯数の変遷
国勢調査による世帯数の推移。
| 1995年（平成7年）  | 1,555世帯 | [ 5 ] |  |
| 2000年（平成12年） | 1,473世帯 | [ 6 ] |  |
| 2005年（平成17年） | 1,539世帯 | [ 7 ] |  |
| 2010年（平成22年） | 1,480世帯 | [ 8 ] |  |
| 2015年（平成27年） | 1,441世帯 | [ 9 ] |  |

## 事業所
2016年（平成28年）現在の経済センサス調査による事業所数と従業員数は以下の通りである。
| 丁目           | 事業所数  | 従業員数 |
| -------------- | --------- | -------- |
| 恵美須東一丁目 | 179事業所 | 685人    |
| 恵美須東二丁目 | 92事業所  | 766人    |
| 恵美須東三丁目 | 82事業所  | 742人    |
| 計             | 353事業所 | 2,193人  |

## 施設

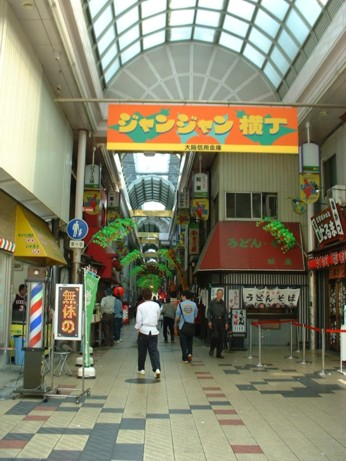
ジャンジャン横丁（恵比須東三丁目）

- 通天閣
- ジャンジャン横丁
- スパワールド
- ギャラリー再会

### かつて存在した施設
- 通天閣劇場TENGEKI

## 交通

### 鉄道
- 大阪市高速電気軌道 (Osaka Metro) 恵美須町駅

### 道路
高速道路
- 阪神高速14号松原線

国道
- 国道25号

主要地方道
- 大阪府道102号恵美須南森町線（堺筋）

## その他

### 日本郵便
- 〒556-0002[3]（集配局：浪速郵便局[11]）